# Yaya Soumahoro
Yaya Alfa Soumahoro (Abidjan, 28 settembre 1989) è un ex calciatore ivoriano, di ruolo centrocampista.

## Carriera

### Club

#### Séwé Sports e Muangthong United
Soumahoro cominciò la carriera con la maglia del Séwé Sports, per poi passare ai thailandesi del Muangthong United. Qui contribuì alla vittoria del campionato 2009.

#### Gent
Soumahoro fu poi acquistato dai belgi del Gent. Esordì nella Pro League il 14 agosto 2010, sostituendo Stijn De Smet nel successo per 2-1 sull'Eupen. Il 22 agosto segnò la prima rete, contribuendo al successo per 1-3 sul campo dello Charleroi.

## Palmares

### Club

#### Competizioni nazionali
- Campionato thailandese: 2

Muangthong United: 2009, 2010
- Campionato belga: 1

Gent: 2014-2015
- Supercoppa del Belgio: 1

Gent: 2015